# Système de vérification de l'âge
Un système de vérification de l'âge, ou contrôle d'âge est une mesure de protection technique utilisée pour restreindre l'accès au contenu numérique à des personnes n'ayant pas l'âge requis. Ces systèmes sont principalement utilisés pour restreindre l'accès au contenu considéré comme étant inapproprié pour les utilisateurs qui n'ont pas l'âge requis, comme par exemple, entre autres :
- la publicité pour l'alcool et le tabac,
- la pornographie sur Internet,
- les jeux vidéo avec la présence de contenus sensibles.

## Méthodes

### Date de naissance
La forme la plus basique de vérification de l'âge consiste à demander aux utilisateurs de saisir leur date de naissance dans un formulaire. Cependant, cette attestation est faite sur l'honneur qui suppose que l'utilisateur est honnête. Cette vérification peut être détournée et ainsi faite par une personne mineure qui insère frauduleusement une date correspondant aux critères d'âge, plutôt que la vraie date). Cette vérification est donc considérée comme inefficace,.

### Vérification par carte de crédit
Des systèmes de vérification de l'âge plus poussés obligent les utilisateurs à fournir leurs informations de carte de crédit. Cependant, cela repose sur l'hypothèse selon laquelle la grande majorité des titulaires de cartes de crédit sont des adultes (car, initialement, les sociétés américaines de cartes de crédit n'en émettaient pas aux mineurs). De plus, un mineur peut toujours obtenir les informations de carte de crédit de ses parents ou représentants légaux,.

### Vérification par un service tiers
MindGeek, une entreprise propriétaire de nombreux sites web pornographiques majeurs, développe et maintient un service de vérification d'âge appelé AgeID. Lancé en Allemagne en 2015, il utilise des fournisseurs tiers pour vérifier l'âge de l'utilisateur et un modèle d'authentification unique qui permet de partager l'identité vérifiée sur les sites web utilisant ce fournisseur,.

### Reconnaissance faciale
En 2019, le gouvernement australien a proposé d'utiliser la reconnaissance faciale pour comparer une photo de l'utilisateur avec les photos d'identité officielles.

### Par connaissances
La franchise de jeux vidéo pour adultes Leisure Suit Larry a posé aux joueurs des questions triviales auxquelles, selon le créateur de la franchise Al Lowe, un enfant ne connaîtrait pas la réponse, afin de pouvoir lancer le jeu (bien que le système puisse être contourné avec un raccourci clavier).

### Par analyses des mouvements de la main
En 2024, l'entreprise Needemand met sur le marché son service Borderage
Un web service permettant au travers d'une webcam et de mouvements de la main de différencier un mineur d'un majeur. Le service a été testé par des associations indépendantes (ACCS, AVPA, NCOSE) qualifiant Borderage de "One of the most advanced age verification systems", des entreprises privées et des Etats en particulier l'Australie et les états de l'Arizona et de l'Utah (USA).
Une vidéo à faible résolution est prise, on demande à l'internaute de réaliser 2 mouvements spécifiques. Si le visage est détecté l'application coupe le flux de la caméra. Une analyse IA est réalisée, l'internaute est renvoyé vers le site qu'il visite. Le site décide selon le résultat renvoyé de laisser ou non l'internaute entrer. Ainsi c'est la première application au monde qui permet un anonymat du visiteur puisqu'il n'y a pas de demande de donnée personnelle.

## Lois

### Royaume-Uni
Avec l'adoption de la loi sur l'économie numérique (Digital Economy Act 2017), le Royaume-Uni est devenu le premier pays à adopter une loi obligeant la vérification de l'âge pour accéder à un contenu. Selon cette loi, les sites web qui hébergent de la pornographie à des fins commerciales doivent mettre en place un système de vérification de l'âge « robuste »,. Le British Board of Film Classification (BBFC) a été chargé d'appliquer cette législation,,. Après une série de revers et de contestations, le programme a cependant finalement été abandonné en 2019,.

### Canada
Au Canada le projet de loi S-210, Loi limitant l’accès en ligne des jeunes au matériel sexuellement explicite, propose d'obliger les sites web à vérifier l'âge de leur utilisateurs avant qu'ils puissent accéder à du contenu pornographique.

### France

#### Cadre légal et affaires judiciaires
En France, le cadre légal concernant l’accès des mineurs à du contenu pornographique a remis la vérification de l’âge au goût du jour. La loi du 22 juillet 1992, interdit le de donner accès aux mineurs à du contenu pornographique, amendant ainsi le code pénal. 
Néanmoins, aucune obligation systémique de mettre en place un système de vérification de l’âge n’a été mis en place à la suite de cette loi. Ce système a été suggéré à la suite de la loi du 30 juillet 2020. Dans son Article 23, la loi précise que les plateformes doivent empêcher les mineurs d’accéder au contenu pornographique, en référence au code pénal. L’ARCOM bénéficie alors des pouvoirs de mise en œuvre via des injonctions. Par décret, le gouvernement précise que l’ARCOM bénéficie du pouvoir de vérifier de la fiabilité du procédé utilisé pour empêcher les mineurs d’accéder au contenu. Le décret précise aussi qu'il est du ressort de l’ARCOM d’établir des lignes directrices afin de guider la mise en œuvre de systèmes permettant de s’assurer qu’une personne est majeure. 
À la suite de cela, l’ARCOM a mis en demeure cinq plateformes (Pornhub, Tukif, Xhamster, Xnxx, Xvideos) proposant du contenu pornographique en décembre 2021 afin qu’elles mettent en œuvre un système efficace pour empêcher les mineurs d’accéder au contenu pronographique. Elle estime notamment que le simple fait de cliquer sur “je suis majeur” est insuffisant. 
S'ensuit ensuite une saga judiciaire, toujours en cours sur la question. L’ARCOM a poursuivi devant la justice les plateformes, demandant leur blocage étant donné leur inaction. La Cour sursoit à statuer en juillet 2023, en attendant la décision sur une autre affaire concernant le recours établi par ces mêmes plateformes contre le décret en question. Les entreprises questionnent notamment la légalité de celui-ci au regard du principe du “pays d’origine” (directive sur le commerce électronique) qui empêcherait à la France d’imposer des règles à des entreprises basées dans d’autres pays de l’UE.

#### Nouvelles mesures depuis la loi du 21 mai 2024
En parallèle, la loi du 21 mai 2024 est adoptée précisant les contours du cadre légal sur certains aspects controversés des différents recours de l’ARCOM. La loi rend explicite, dans son premier article, le fait d’empêcher les mineurs d’accéder à du contenu. L’ARCOM détient le pouvoir d’établir des lignes directrices qui devront établir les exigences minimales d’un système de vérification d’âge allant dans ce sens. Si les lignes directrices ne sont pas mises en œuvre par la plateforme, l’ARCOM peut imposer des sanctions pécuniaires. La loi ne s’applique qu’aux entreprises françaises et non européennes, notamment à la suite des critiques émises par la Commission européenne en ce qui concerne le principe du pays d’origine (directive sur le commerce électronique). De même, la loi autorise l’ARCOM à prononcer le blocage ou le déréférencement, sans l’aval d’un juge comme cela était le cas avant.
L’ARCOM a publié en octobre 2024 son référentiel sur la vérification de l’âge. Le référentiel prévoit, dans un premier temps, un passage par un système via carte bancaire pendant une période de transition de 6 mois. Néanmoins, après cette période, les plateformes devront fournir au moins une manière de vérifier l’âge des utilisateurs suivant les principes de “double anonymat”. Cela inclut notamment le fait que:
- la plateforme ne doit pas reconnaître la personne via la vérification de l’âge,
- la source de la preuve de l’âge ne doit pas être connue,
- il doit être impossible d’identifier que deux preuves sont issues du même système de vérification,
- le fournisseur d’attribut d’âge ne doit pas connaître l’origine de la requête.

Comme principe applicable à tous les systèmes de vérification d’âge, l’ARCOM définit que la vérification doit se faire par une tierce partie, ne doit pas autoriser la collection de données personnelles, la partie tierce ne doit pas conserver les données de l’utilisateur, excepté celles nécessaires pour générer la preuve d’âge.

## Voir également
- Contrôle parental
- Filtre parental